# Showgirl Homecoming Live
Showgirl Homecoming Live ist das zweite Livealbum der australischen Popsängerin Kylie Minogue, das im Januar 2007 erschien. Es ist Minogues erste Veröffentlichung nach Bekanntwerden ihrer Krebserkrankung im Jahr 2005.

## Entstehung und Veröffentlichung
Die Erstveröffentlichung von Showgirl Homecoming Live erfolgte am 8. Januar 2007 bei Parlophone. Das Album erschien in seiner Originalausführung als Doppel-CD mit 29 Titeln (Katalognummer: 3853312).
Der Livemitschnitt entstand während Minogues Showgirl – The Greatest Hits Tour am 12. November 2006 in Sydney (Australien). Das Album beinhaltet ein Best Of sowie zahlreichen Reminiszenzen an andere Künstler wie Madonna (Vogue) oder Yazz (The Only Way Is Up), mit White Diamond ist zudem ein bislang unveröffentlichter Titel vertreten. Als Gast ist unter anderem U2-Sänger Bono in Kids zu hören.

## Titelliste

### CD 1
1. Overture – The Showgirl Theme, 2:44
2. Better the Devil You Know, 3:46
3. In Your Eyes, 3:06
4. White Diamond, 3:33
5. On a Night Like This, 4:30
6. Shocked / What Do I Have to Do / Spinning Around, 8:22
7. Temple Prequel, 2:57
8. Confide in Me, 4:26
9. Cowboy Style, 3:29
10. Finer Feelings, 1:25
11. Too Far, 4:33
12. Red Blooded Woman / Where the Wild Roses Grow, 4:34
13. Slow, 4:39
14. Kids (with Bono), 6:05

### CD 2
1. Rainbow Prequel, 1:10
2. Over the Rainbow, 2:43
3. Come into My World, 3:05
4. Chocolate, 2:45
5. I Believe in You, 3:28
6. Dreams / When You Wish upon a Star, 3:56
7. Burning Up / Vogue, 3:21
8. The Loco-Motion, 4:43
9. I Should Be So Lucky / The Only Way Is Up, 3:26
10. Hand on Your Heart, 4:19
11. Space Prequel, 1:54
12. Can’t Get You Out of My Head, 3:55
13. Light Years / Turn It into Love, 8:13
14. Especially for You, 4:28
15. Love at First Sight, 6:35

## Kommerzieller Erfolg

### Chartplatzierungen
| ChartsChartplatzierungen     | Höchstplatzierung | Wochen |
| ---------------------------- | ----------------- | ------ |
| Australien (ARIA)            | 28 (2 Wo.)        | 2      |
| Deutschland (GfK)            | 59 (1 Wo.)        | 1      |
| Österreich (Ö3)              | 55 (1 Wo.)        | 1      |
| Schweiz (IFPI)               | 54 (3 Wo.)        | 3      |
| Vereinigtes Königreich (OCC) | 7 (5 Wo.)         | 5      |

### Auszeichnungen für Musikverkäufe
| Land/Region                  | Auszeichnungen für Musikverkäufe (Land/Region, Auszeichnung, Verkäufe) | Verkäufe |
| ---------------------------- | ---------------------------------------------------------------------- | -------- |
| Vereinigtes Königreich (BPI) | Silber                                                                 | 60.000   |
| Insgesamt                    | 1× Silber ·                                                            | 60.000   |

Hauptartikel: Kylie Minogue/Auszeichnungen für Musikverkäufe